# Кизиловое (Симферопольский район)
Кизи́ловое (до 2012 года Кизи́ловка, до 1958 года Карага́ч; укр.  Кизилове, крымскотат. Qarağaç, Къарагъач) — село в Симферопольском районе Республики Крым, входит в состав Перовского сельского поселения (согласно административно-территориальному делению Украины — Перовского сельского совета Автономной Республики Крым).

## Население
| 1805 | 1864 | 1887 | 1926 | 1989 | 2001 | 2014 |
| ---- | ---- | ---- | ---- | ---- | ---- | ---- |
| 104  | ↘5   | ↗26  | ↗50  | ↗80  | ↗647 | ↗680 |

Всеукраинская перепись 2001 года показала следующее распределение по носителям языка
| Язык       | Процент |
| ---------- | ------- |
| русский    | 90,11   |
| украинский | 8,96    |
| другие     | 0,46    |

## Современное состояние
В Кизиловом 3 улицы, площадь, занимаемая селом, 10 гектаров, на которой в 203 дворах, по данным сельсовета на 2009 год, числилось 603 жителя.
В селе действует учебно-воспитательное объединение "школа-детский сад «Росинка», село связано автобусным сообщением с Симферополем.

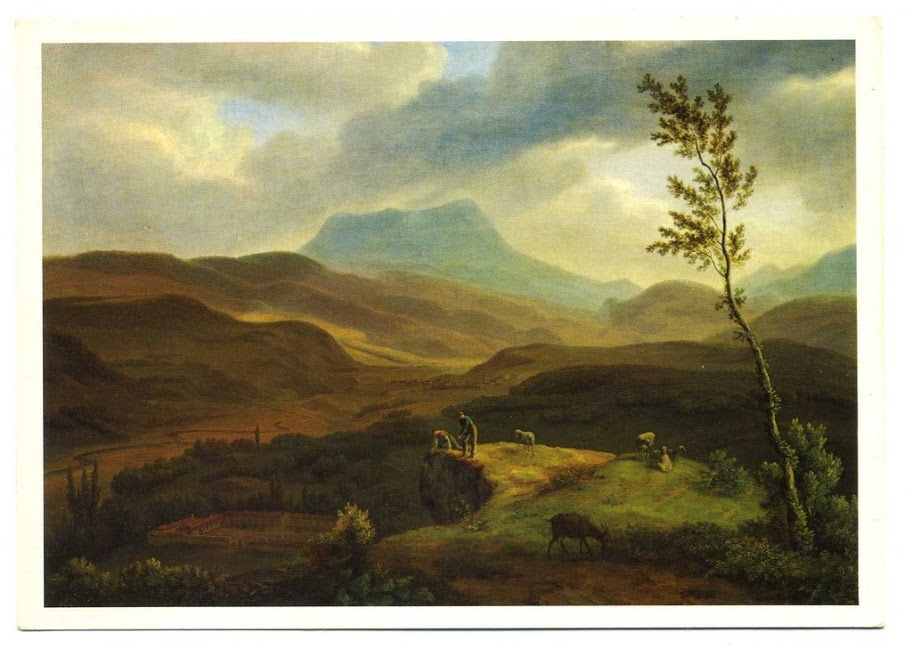
Жан-Кристоф Мивилль Вид на гору Чатыр-Даг и реку Альму в Крыму. 1814—1818 годы. На заднем плане деревня Карагач.

## География
Кизиловка расположена на юге района, на левом берегу реки Альмы, на пересечении речной долины с первым продольным понижением Внутренней гряды Крымских гор, у плотины Партизанского водохранилища, высота центра села над уровнем моря 275 м. Расстояние до Симферополя около 10 километров, ближайшая железнодорожная станция — платформа 1479 километр — в 4 километрах. Соседние сёла — Каштановое в 500 м к северу и Малиновка Бахчисарайского района в 1 км западнее, ниже по долине Альмы. Транспортное сообщение осуществляется по автодороге Н062 (по украинской классификации С-01-0224).

## История
Первое документальное упоминание села встречается в Камеральном Описании Крыма… 1784 года, судя по которому, в последний период Крымского ханства Кара Агач входил в Салгирский кадылык Акмечетского каймаканства. После присоединения Крыма к России (8) 19 апреля 1783 года, (8) 19 февраля 1784 года, именным указом Екатерины II сенату, на территории бывшего Крымского Ханства была образована Таврическая область и деревня была приписана к Симферопольскому уезду. После Павловских реформ, с 1796 по 1802 год, входила в Акмечетский уезд Новороссийской губернии. По новому административному делению, после создания 8 (20) октября 1802 года Таврической губернии, Карагач был включён в состав Эскиординскои волости Симферопольского уезда.
В Ведомости о всех селениях в Симферопольском уезде состоящих с показанием в которой волости сколько числом дворов и душ… от 9 октября 1805 года в Карагаче числилось 19 дворов, 104 жителя крымских татар. На военно-топографической карте генерал-майора Мухина 1817 года Карагач обозначен с 30 дворами. В результате реформы административно-территориального деления 1829 года Карагач передали в состав Яшлавской волости. На карте 1836 года в деревне 35 дворов, как и на карте 1842 года.
В 1860-х годах, после земской реформы Александра II, деревню передали в состав Мангушской волости. Видимо, в связи с эмиграции крымских татар в Турцию, особенно массовой после Крымской войны 1853—1856 годов, деревня опустела и в «Списке населённых мест Таврической губернии по сведениям 1864 года», составленном по результатам VIII ревизии 1864 года, Карагач — владельческая татарская деревня с 1 двором и 5 жителями при реке Алме. По обследованиям профессора А. Н. Козловского начала 1860-х годов, в селении имелись колодцы с пресной водой глубиной 2—4 сажени, а также жители пользовались водой из Булганака На трёхверстовой карте 1865—1876 года обозначена деревня Карагач без указания числа дворов). В «Памятной книге Таврической губернии 1889 года» по результатам Х ревизии 1887 года записан Карагач с 8 дворами и 26 жителями.
На верстовой карте 1890 года в деревне обозначено 9 дворов с чешским населением.
В Статистическом справочнике Таврической губернии 1915 года, в Дуванкойской волости Симферопольского уезда числится экономия графа Мордвинова Карагач, но, скорее всего, имелось в виду другое поселение.
После установления в Крыму Советской власти, по постановлению Крымревкома от 8 января 1921 года была упразднена волостная система и село включили в состав вновь созданного Подгородне-Петровского района Симферопольского уезда, а в 1922 году уезды получили название округов. 11 октября 1923 года, согласно постановлению ВЦИК, в административное деление Крымской АССР были внесены изменения, в результате которых был ликвидирован Подгородне-Петровский район и образован Симферопольский и село включили в его состав. Согласно Списку населённых пунктов Крымской АССР по Всесоюзной переписи 17 декабря 1926 года, в селе Кара-Агач, Саблынского сельсовета Симферопольского района, числилось 8 дворов, все крестьянские, население составляло 50 человек, из них 30 чехов, 11 русских, 6 украинцев и 3 немца.
С 25 июня 1946 года Карагач в составе Крымской области РСФСР, а 26 апреля 1954 года Крымская область была передана из состава РСФСР в состав УССР. Решением Крымоблисполкома от 8 сентября 1958 года № 133 Карагач, Партизанского сельсовета, был переименован в посёлок Кизиловка. Постановлением Верховной Рады Крыма от 19 декабря 2007 года посёлку Кизиловка присвоен статус села. Указом Президиума Верховного Совета УССР «Об укрупнении сельских районов Крымской области», от 30 декабря 1962 года Симферопольский район был упразднён и село присоединили к Бахчисарайскому. 1 января 1965 года, указом Президиума ВС УССР «О внесении изменений в административное районирование УССР — по Крымской области», вновь включили в состав Симферопольского. Решением облисполкома от 6 августа 1965 года Партизанский сельсовет был упразднён и Кизиловку включили в Перовский. Постановлением Верховной рады Украины № 4535-VI от 15 марта 2012 года Кизиловка переименована в Кизиловое. По данным переписи 1989 года в селе проживало 80 человек. С 12 февраля 1991 года село в восстановленной Крымской АССР, 26 февраля 1992 года переименованной в Автономную Республику Крым. С 21 марта 2014 года в составе Крыма аннексировано Россией.